# 15057 Whitson
15057 Whitson eller 1998 YY15 är en asteroid i huvudbältet som upptäcktes den 22 december 1998 av Spacewatch vid Kitt Peak-observatoriet. Den är uppkallad efter den amerikanska astronauten Peggy Whitson.
Asteroiden har en diameter på ungefär 8 kilometer och den tillhör asteroidgruppen Themis.